# Aegidius van Viterbo

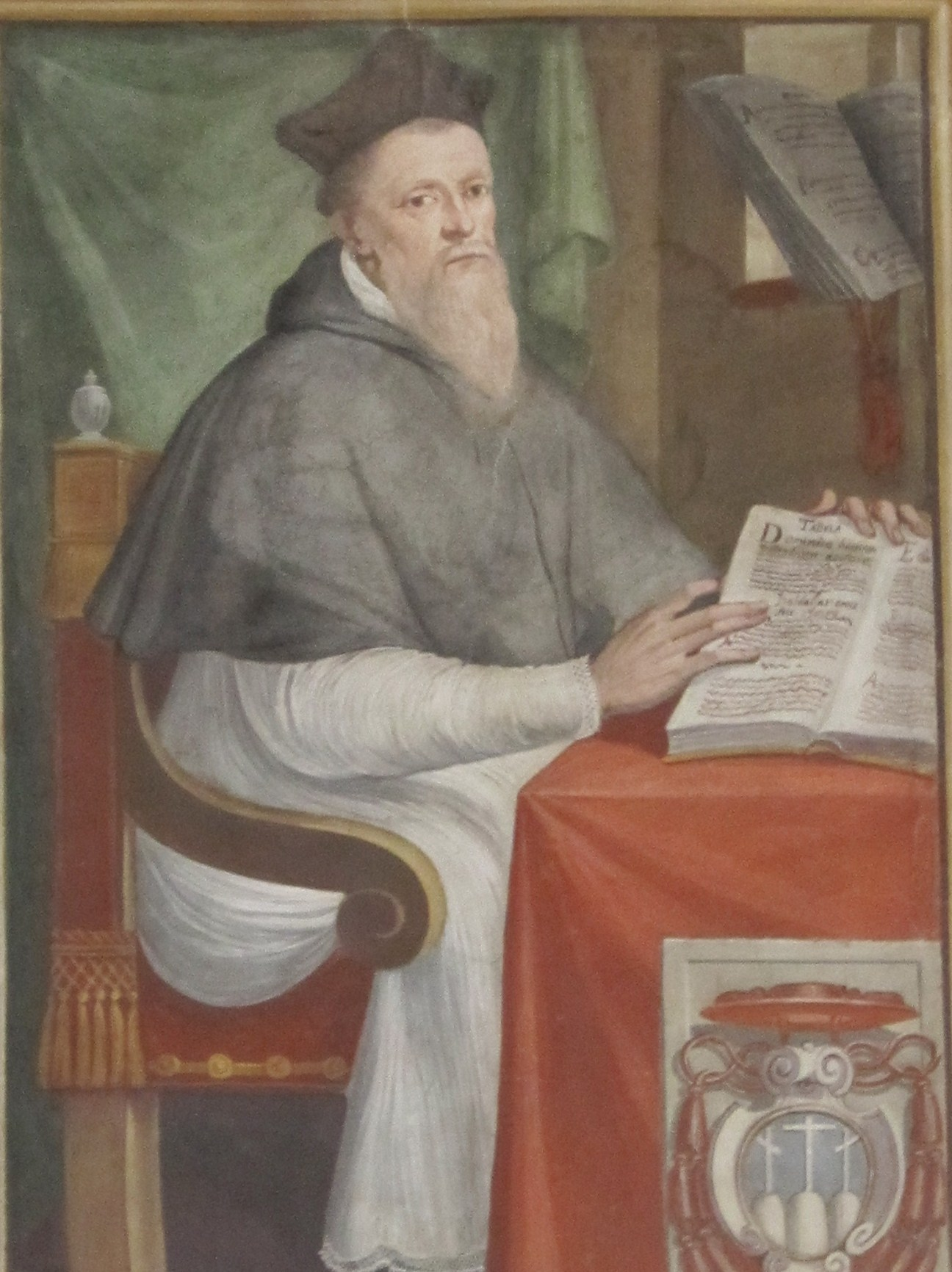
Aegidius van Viterbo, 17e-eeuwse fresco

Aegidius van Viterbo (Italiaans: Egidio da Viterbo) (rond 1469 in Viterbo, Italië - 12 november 1532, Rome) was een kardinaal, theoloog en humanist.

## Biografie
Aegidius van Viterbo's ouders waren niet bemiddeld. Daarom trad hij in 1488 toe tot de orde der Augustijnen. In Viterbo behaalde bij de graad van doctor in de theologie. In 1506 werd hij benoemd tot vicaris-generaal van de Augustijnen, en in 1507, 1511 en 1515 verkozen tot prior-generaal van de orde.
Aegidius nam in 1512 deel aan het Vijfde Lateraans Concilie te Rome. Hij werd er geprezen om zijn gedurfde en inhoudelijke bijdragen. Paus Leo X maakte hem kardinaal in 1517 en kort daarna benoemde hij hem tot kardinaal-priester van de titelkerk van San Bartolomeo all'Isola. Leo X stuurde Aegidius als legaat naar de Spaanse koning Karel, die spoedig keizer Karel V van het Heilige Roomse Rijk zou worden.
Aegidius stond voor een echte hervorming van de kerk. Hij werd universeel gewaardeerd in het college van kardinalen en sommige tijdgenoten vermoedden dat hij paus Clemens VII zou opvolgen.
Aegidius studeerde Hebreeuws bij Elia Levita. Die werkte toen als leraar van Romeinse notabelen, hij gaf ze onderricht over gewoonten en leer van de joden. Levita's werk Baḥur werd gepubliceerd in 1518 in Rome en is opgedragen aan Aegidius, evenals zijn werk Concordancia uit 1521.

## Nalatenschap
Van Aegidius' geschriften, die bijna alle gebieden van de kennis uit die tijd bestreken, is weinig bewaard gebleven. Dit komt deels doordat hij maar weinig liet drukken en deels doordat een groot deel in 1527, tijdens de Plundering van Rome, werd vernietigd. Veel kunsthistorici gaan ervan uit dat het beeldprogramma van Rafaëls fresco's in de Stanza della Segnatura in Vaticaanstad door Aegidius geïnspireerd is.